# Mikrokapillare

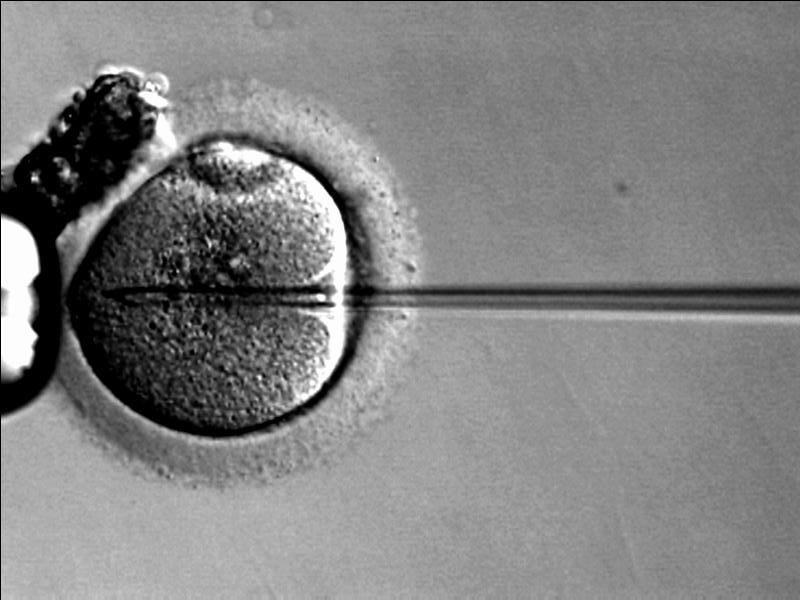
Injektion eines Spermatozyten in eine Oozyte mittels einer Mikrokapillare

Eine Mikrokapillare ist eine Kapillare mit kleinem Durchmesser. Mikrokapillaren bestehen meistens aus Glas. Eine 5-Mikroliter-Kapillare hat beispielsweise eine Länge von 3,2 cm bei einem Innenradius von 0,022 cm.

## Verwendung
Mikrokapillaren werden in der Medizin zur Blutentnahme nach Lanzettstich benutzt. In der Chemie werden sie zum Auftrag von Proben in der Dünnschichtchromatografie verwendet. Weiterhin werden sie zur Verneblung von Proben in der Elektrospray-Ionisations-Massenspektrometrie (ESI-MS) eingesetzt. In der Biologie werden Mikrokapillaren zum Zellkerntransfer bei der Erzeugung von Klonen mit einem Mikromanipulator, bei der intrazytoplasmatischen Spermieninjektion und zur Injektion in einzelne Nervenzellen in Verbindung mit der Patch-Clamp-Technik eingesetzt. Mikrokapillaren aus Metall werden bei der Push-Pull-Perfusion verwendet.